# Digital AMPS
D-AMPS (Digital AMPS) är en standard för andra generationens mobiltelefonssystem i USA. I vardagligt tal kallas det i USA för TDMA, vilket kan leda till förvirring eftersom det finns fler system som bygger på TDMA, till exempel GSM.